# Llum en estat comprimit

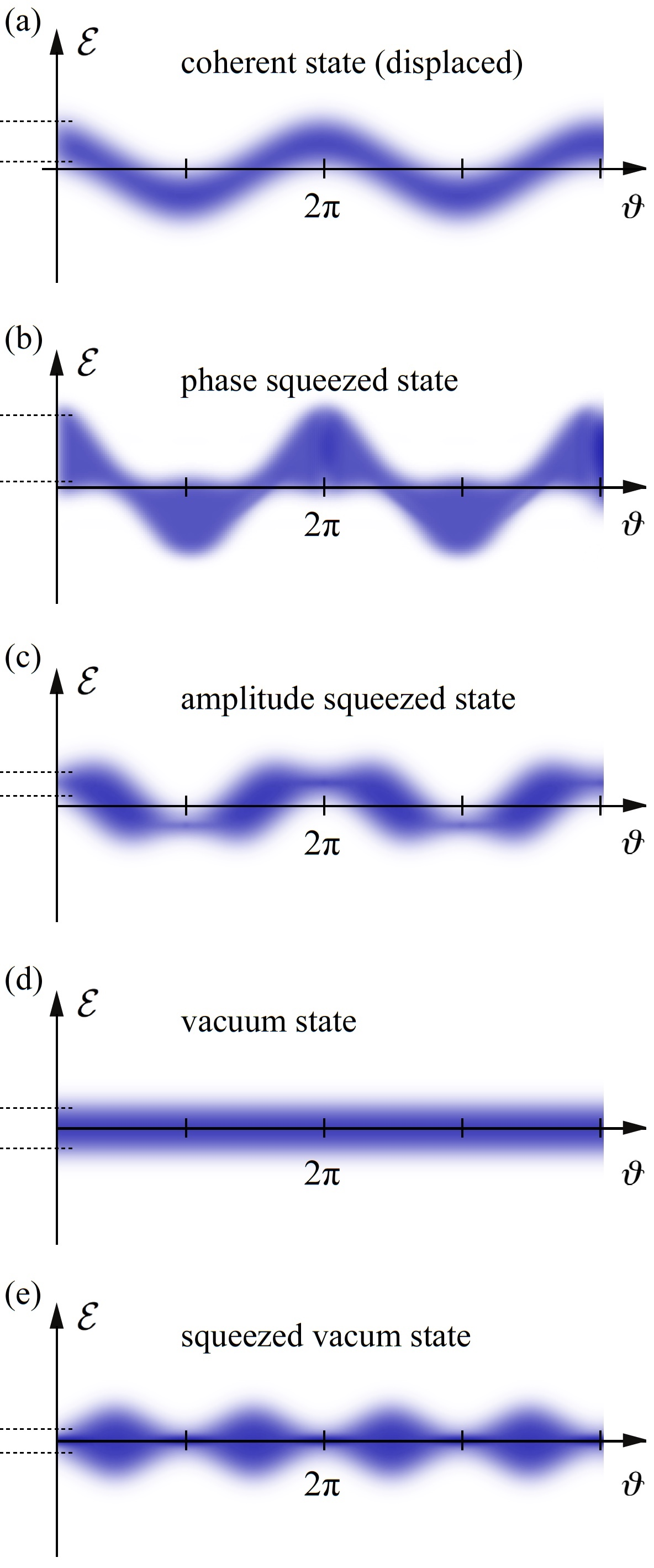
Fig. 1: Camp elèctric d'una ona de llum monocromàtica versus fase, per a cinc estats quàntics diferents. L'àrea difusa il·lustra el fet que la intensitat del camp elèctric no està definida amb precisió. Com més fosc és el color, més gran és la probabilitat.

En física quàntica, la llum es troba en un estat comprimit si la seva intensitat de camp elèctric Ԑ durant algunes fases {\displaystyle \vartheta } té una incertesa quàntica més petita que la d'un estat coherent. El terme esprémer es refereix així a una incertesa quàntica reduïda. Per obeir la relació d'incertesa de Heisenberg, un estat comprimit també ha de tenir fases en les quals la incertesa del camp elèctric és anti-comprimit, és a dir, més gran que la d'un estat coherent. Des del 2019, els observatoris d'ones gravitacionals LIGO i Virgo utilitzen llum làser comprimida, que ha augmentat significativament la taxa d'esdeveniments d'ones gravitacionals observades.
Una magnitud física oscil·lant no pot tenir valors definits amb precisió en totes les fases de l'oscil·lació. Això és cert per als camps elèctrics i magnètics d'una ona electromagnètica, així com per a qualsevol altra ona o oscil·lació (vegeu la figura de la dreta). Aquest fet es pot observar en experiments i està descrit per la teoria quàntica. Per a les ones electromagnètiques normalment només es considera el camp elèctric, perquè és el que interacciona principalment amb la matèria.
La figura 1. mostra cinc estats quàntics diferents en què podria estar una ona monocromàtica. La diferència dels cinc estats quàntics ve donada per diferents excitacions de camp elèctric i per diferents distribucions de la incertesa quàntica al llarg de la fase {\displaystyle \vartheta }. Per a un estat coherent desplaçat, el valor esperat (mitjana) del camp elèctric mostra una oscil·lació, amb una incertesa independent de la fase (a). També els estats de fase - (b) i d'amplitud (c) mostren una oscil·lació del camp elèctric mitjà, però aquí la incertesa depèn de la fase i s'aprima per a algunes fases. L'estat de buit (d) és un estat coherent especial i no està comprimit. Té un camp elèctric mitjà zero per a totes les fases i una incertesa independent de la fase. Té una energia zero de mitjana, és a dir, zero fotons, i és l'estat fonamental de l'ona monocromàtica que considerem. Finalment, un estat de buit comprimit també té un camp elèctric mitjà zero, però una incertesa depenent de la fase (e).